# Виенска класическа школа
Виенската класическа школа е музикална школа, оформила се във Виена около средата на 18 век, тясно свързана с Просвещението и неговите идеи. Достига връхна точка на развитие през първата четвърт на 19 век. Неин предшественик е Кристоф Глук.
Има демократична насоченост. Идеите на Просвещението, като например вярата в тържеството на разума и справедливостта, обхванали европейското изкуство през XVIII век, намират своеобразно отражение в извисеността на инструменталната музика по онова време.
Сред най-важните представители на тази школа са Волфганг Амадеус Моцарт, Йозеф Хайдн, Лудвиг ван Бетховен, Карл фон Дитерсдорф, Муцио Клементи и други.